# Miejska Hala Wystawowa w Toruniu
Miejska Hala Wystawowa w Toruniu – modernistyczna hala wystawowa znajdująca się na Bydgoskim Przedmieściu przy ul. Szosa Bydgoska 3 w Toruniu.
Została zbudowana przez Edmunda Płockiego według projektu Kazimierza Ulatowskiego dla Pierwszej Pomorskiej Wystawy Ogrodniczo-Przemysłowej, odbywającej się w latach 1928–1929. W chwili oddania do użytku była to największa hala wystawowa w Polsce. Gmach hali nawiązuje do tradycji międzynarodowego modernizmu poprzez bazylikowy układ przestrzenny. Pod koniec lat 30. XX wieku planowano stworzyć w hali centrum targowo-wystawiennicze. Od 1958 roku hala służyła celom przemysłowym. Mieściła się tu fabryka zegarów Metron. W latach 90. XX wieku w hali założono dyskotekę Central Park. W 2005 roku budynek wyremontowano i przebudowano. Po remoncie ponownie pełni funkcję targowo-wystawiennicze. W latach 2012–2014 we wnętrzach budynku kręcono serial Lekarze.
Obiekt figuruje w gminnej ewidencji zabytków (nr 1240).